# Lerista micra
Lerista micra — вид сцинкоподібних ящірок родини сцинкових (Scincidae). Ендемік Австралії.

## Поширення і екологія
Lerista micra мешкають в прибережних районах на заході Західної Австралії, в районі затоки Шарк, від річки Мерчисон на північ до Гналару . Вони живуть в сухій савані, в пухкому ґрунті або піску під шаром опалого листя і камінням.